# Epicoccum
Epicoccum Link – rodzaj grzybów z klasy Dothideomycetes.

## Charakterystyka
Przeważnie grzyby saprotroficzne. Znane głównie są ich anamorfy. Tworzą one sporodochia z cylindrycznymi, zwykle dość zwartymi konidioforami. Konidia o kształcie od kulistego do elipsoidalnego, brunatne, kilkukomórkowe, z septami zarówno poprzecznymi, jak i podłużnymi, grubościenne, brodawkowane, szeroko ścięte przy podstawie. Powstają pojedynczo na cylindrycznych, jasnobrunatnych komórkach konidiotwórczych.

## Systematyka i nazewnictwo
Pozycja w klasyfikacji według Index Fungorum: Didymellaceae, Pleosporales, Pleosporomycetidae, Dothideomycetes, Pezizomycotina, Ascomycota, Fungi.
Takson ten utworzył Johann Heinrich Friedrich Link w 1816 r. Synonimy: Cerebella Ces. 1851, Clathrococcum Höhn. 1911, Malacharia Fée 1843, Paratrichaegum Faurel & Schotter 1966, Thyrococcum R.E. Buchanan 1911.
Gatunki występujące w Polsce:
- Epicoccum diversisporum Preuss 1852
- Epicoccum granulatum Penz. 1882
- Epicoccum intermedium Allesch. 1896[4]
- Epicoccum neglectum Desm. 1842
- Epicoccum nigrum Link 1816
- Epicoccum sorghinum (Sacc.) Aveskamp, Gruyter & Verkley 2010
- Epicoccum versicolor Rabenh. 1844[4]

Nazwy naukowe według Index Fungorum. Wykaz gatunków według W. Mułenki i in..